# Tom Petty and the Heartbreakers (album)
Albums de Tom Petty and the Heartbreakers
You're Gonna Get It!
(1978)
Tom Petty and the Heartbreakers est le premier album de Tom Petty and the Heartbreakers, sorti en 1976 chez Shelter Records. 

## L'album
Le premier album homonyme du groupe entre au top 20 britannique dès sa sortie. C'est aussi un succès en France et en Allemagne mais les américains ne le découvrent que tardivement. 

### Liste des titres
Toutes les chansons sont écrites et composées par Tom Petty, sauf indication contraire.
| 1. | Rockin' Around (With You)     | Tom Petty, Mike Campbell | 2:29 |
| 2. | Breakdown                     |                          | 2:43 |
| 3. | Hometown Blues                |                          | 2:14 |
| 4. | The Wild One, Forever         |                          | 3:03 |
| 5. | Anything That's Rock 'n' Roll |                          | 2:24 |

| 6.  | Strangered In The Night        |  | 3:34 |
| 7.  | Fooled Again (I Don't Like It) |  | 3:50 |
| 8.  | Mystery Man                    |  | 3:03 |
| 9.  | Luna                           |  | 3:58 |
| 10. | American Girl                  |  | 3:34 |

### Musiciens
- Tom Petty : guitare électrique, guitare acoustique, guitare rythmique, claviers, voix
- Mike Campbell : guitare électrique, guitare acoustique, lead guitare
- Jeff Jourard  : guitare électrique, lead guitare
- Benmont Tench : piano, orgue hammond, claviers
- Ron Blair : basse, violoncelle
- Donald Dunn : basse
- Emory Gordy : basse
- Stan Lynch : batterie, claviers
- Randall Marsh : batterie
- Jim Gordon : batterie
- Noah Shark : maracas, tambourin, cloches
- Charlie Souza : saxophone
- Phil Seymour : voix
- Dwight Twilley : voix

### Reprises
- Lee Lewis a repris Hometown Blues et Suzi Quatro Breakdown.